# Milo Burcham
Milo Garrett Burcham (Cadiz, 24 maggio 1903 – Burbank, 20 ottobre 1944) è stato un aviatore statunitense, che fu pilota collaudatore di numerosi tipi di velivoli prodotti dalla Lockheed Corporation, tra cui i caccia P-38 Lightning, P-80 Shooting Star e il velivolo da trasporto passeggeri L-049 Constellation. Si distinse anche come pilota di aerei da competizione partecipando alle National Air Races del 1936, e fu numerose volte primatista mondiale di durata in volo rovescio.

## Biografia
Nacque a Cadiz (Indiana) il 24 maggio 1903, e crebbe a Whittier (California), a quel tempo un insediamento quacchero nel bacino orientale di Los Angeles. Imparò a volare nel 1929, quando frequentò la O'Donnell School of Aviation di Long Beach, diventandovi capo istruttore poco tempo dopo il conseguimento del brevetto di pilota civile. Il 14 aprile 1930 sposò la signorina Marion Gladys Shultz, da cui ebbe due figli, Gary e Vance.

### I record mondiali di volo rovescio
Nel dicembre del 1933 diede vita, insieme al tenente Tito Falconi della Regia Aeronautica italiana, ad una appassionante sfida per stabilire il primato mondiale di volo rovescio. A quell'epoca era pilota istruttore presso l'Aeroclub di San Diego, ed era detentore del record mondiale di volo rovescio avendolo conquistato a spese dell'italiano Willy Bocola nel mese di luglio. Durante le World Fair tenutesi a Chicago il 13 agosto Falconi decollò dall'aeroporto di Los Angeles a bordo di un velivolo Caproni Ca.113 (matricola I-ACCA), e volando sul circuito Los Angeles-Santa Barbara-Los Angeles per 1h 15' e 20"  stabilì il nuovo record mondiale. Egli si riprese subito il record volando rovesciato su San Diego per 1h 38' e 45”. Il giorno seguente Falconi stabilì un nuovo record, volando da Los Angeles a Santa Barbara in 2h 8' e 54”. Il 18 agosto si riprese il record portandolo a 2h 20' e 23”.  
Il 27 agosto Falconi stabilì nuovamente il primato mondiale di volo rovescio volando da Saint Louis a Chicago (420 km) in 3 ore, sei minuti e 39 secondi. Qualche mese dopo egli tentò nuovamente di battere il record, ma stabilì solamente il nuovo primato americano con 3h e 15”, ma nel mese di dicembre portò il record a 4h 5' e 22” volando su un Boeing Model 100 (NC872H) , e tale primato mondiale fu battuto solo il 24 luglio 1991 quando il pilota dell'US Air Force Joann Osterud stabilì il nuovo record mondiale con 4h 38' e 10”. Nel 1936 prese parte alle National Air Races tenutesi a Los Angeles, volando a bordo di un Boeing Model 100 nell'Aerobatic Championship, e con tale velivolo si esibì poi in numerose performance acrobatiche fino al 1937. In quell'anno partecipò al Bendix Race volando da Los Angeles a Cleveland a bordo di un nuovissimo Lockheed 12A Electra Junior

### Capo collaudatore alla Lockheed

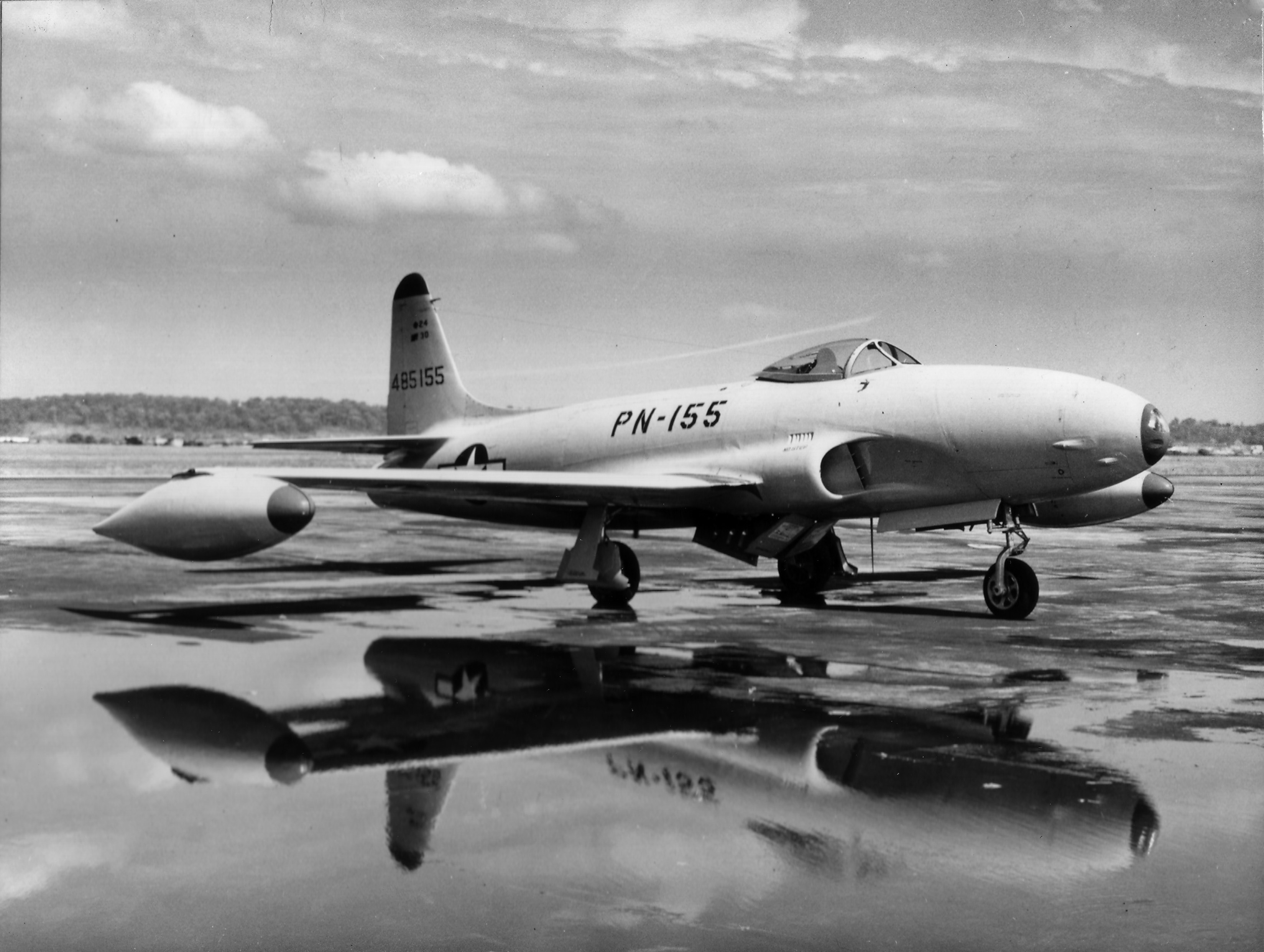
Un caccia Lockheed P-80B Shooting Star.

Passato a lavorare per la Lockheed come pilota nel 1939, divenne addetto ai voli di consegna degli aerei Hudson destinati alla Royal Air Force, e per i due anni successivi si trasferì in Gran Bretagna, assegnato alla divisione di Liverpool. Richiamato a Burbank nell'aprile 1941 per la sua completezza e abilità come pilota, ricevette l'incarico di effettuare le prove di volo ingegneristiche e l'attività sperimentale  del cacciabombardiere Lockheed P-38 Lightning.
Divenuto capo collaudatore e ingegnere pilota della ditta,  partecipò come copilota  al primo volo del quadrimotore da trasporto passeggeri Lockheed L-049 Constellation avvenuto il 9 gennaio 1943.
L'8 gennaio del 1944 volando a bordo del terzo prototipo del caccia a reazione YP-80 Shooting Star denominato Lulu-Belle, eseguì una dimostrazione delle possibilità del nuovo aereo davanti ad una folla di autorità civili e militari presso la Muroc Army Air Base. Rimase ucciso in un incidente di volo il 20 ottobre dello stesso anno quando, a causa dello spegnimento improvviso del motore (flame-out) durante la fase di decollo dal Lockheed Air Terminal di Burbank, il terzo prototipo del P-80 precipitò al suolo. Il suo corpo fu sepolto presso il Forest Lawn Memorial Park di Glendale, California.

### Annotazioni
1. ↑  Nata nel 1906, si spense a Burbank il 13 gennaio 1996. Dopo la morte di Burcham si risposò con il signor Benjamin Nelson Anderson.
2. ↑  All'epoca della morte di Burcham avevano rispettivamente 14 e 11 anni.
3. ↑  Falconi si era portato a Chicago per partecipare al locale Salone dell'Aeronautica, che si teneva contemporaneamente all'Esposizione Universale.
4. ↑  L'aereo, di proprietà del petroliere Florence C. Hall, che si trovava a bordo insieme alla moglie, arrivò solo pochi minuti dietro al vincitore Frank Sinclair su Seversky.
5. ↑  A causa della sua grande esperienza effettuò la maggior parte dei test di volo del P-38 Lightning.

### Fonti
1. ↑  Lucchini 2000, p. 33.
2. 1 2 3 4 5 6 7  Lucchini 2000, p. 34.
3. 1 2  Lucchini 2000, p. 35.
4. 1 2  Cefaratt 2002, p. 86.
5. ↑  Popular Aviation, may 1939.
6. 1 2  Cefaratt 2002, p. 87.
7. ↑  Porter 2005, p. 544.
8. ↑  Francillon 1987, p. 224.
9. 1 2 3  Francillon 1987, p. 238.
10. ↑  Los Angeles Times, 21 october 1944.